# SMS Albatross (1907)
Pour les articles homonymes, voir Albatross (homonymie).
Pour les autres navires du même nom, voir SMS Albatross.
Le SMS Albatross est un mouilleur de mines de la Kaiserliche Marine.

## Histoire
Le SMS Albatross et son sister-ship le SMS Nautilus sont conçus après la guerre russo-japonaise. Les mines peuvent avoir une utilisation aussi offensive que défensive. Ils doivent faire partie de la Hochseeflotte et poser des mines en cas de retraite stratégique et empêcher la sortie des ennemis dans leurs ports. Ils ont donc plus de mines que d'artillerie et doivent être toujours accompagnés d'un croiseur.
Après les vérifications de service, le navire est affecté à l'escadron de manœuvre au port de Cuxhaven. En 1911, il est percuté par le paquebot Wartburg et réparé.

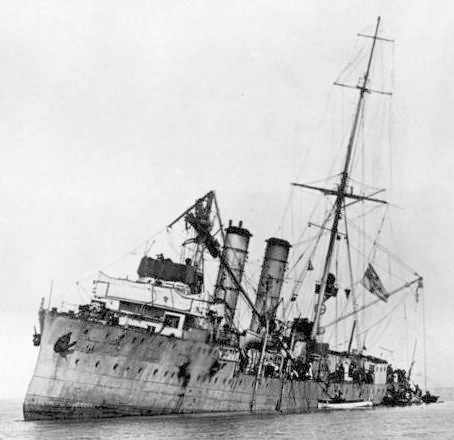
L'Albatross échoué à Gotland.

Dès le début de la Première Guerre mondiale, en août 1914, le SMS Albatross dépose en compagnie du croiseur SMS Stuttgart une barrière offensive de deux cents mines dans l'embouchure de la Tyne. Il effectue ensuite d'autres missions dans le sud de la mer du Nord et aussi en mer Baltique. Pour le 1er juillet 1915, une mission consistant à poser une barrière offensive de 180 mines au nord de Bogskär (fi), au large de Mariehamn, est programmée. Le lendemain, sur le chemin du retour, l'escadre russe sous le commandement du contre-amiral Mikhaïl Bakhirev composée des croiseurs cuirassés Amiral Makarov et Bayan ainsi que des croiseurs protégés Bogatyr et Oleg, intercepte les navires allemands, le SMS Albatross, le croiseur SMS Augsburg et trois torpilleurs. C'est la bataille de l'île de Gotland. Les Russes concentrent leurs tirs sur le SMS Albatross qui est fortement touché et s'échoue. 28 hommes de l'équipage meurent. Les survivants sont prisonniers en Suède jusqu'à la fin de la guerre.
Le 23 juillet 1915, le navire est ramené à Fårö et rendu aux Allemands en décembre 1918. Le 31 décembre 1918, il revient à Gdańsk. Il est retiré le 21 mars 1921 de la liste des navires actifs puis détruit à Hambourg.